# Solid (U.D.O.)
Solid è il quinto album della band heavy metal tedesca U.D.O..
Questo disco, registrato e pubblicato nel 1997 segna il ritorno del gruppo dopo lo "split" del 1991. Da allora sono rimasti solo il cantante e il batterista ed è entrato (tra gli altri) anche l'ex batterista degli Accept, Stefan Kaufmann, in veste però di chitarrista.
L'edizione giapponese presente una bonus track, Hardcore Lover in cui figura come chitarrista l'ex Mathias Dieth.

## Tracce
1. Independence Day
2. Two Faced Woman
3. Desperate Balls
4. The Punisher
5. Devil's Dice
6. Bad Luck
7. Preachers Of The Night
8. Hate Stinger
9. Braindead Hero
10. Pray For The Hunted
11. The Healer
12. Hardcore Lover – bonus track dell'edizione giapponese

## Formazione
- Udo Dirkschneider: voce
- Stefan Kaufmann: chitarra
- Jürgen Graf: chitarra
- Fitty Wienhold: basso
- Stefan Schwarzmann: batteria

### Altri musicisti
- Mathias Dieth: chitarra (traccia 12)